# Powszechnik
Powszechnik (łac. universale, l.mn. universalia) – w metafizyce to, co jest (realnie lub w jakimś możliwym świecie) posiadane przez wiele różnych jednostkowych rzeczy. Uniwersalia podzielić można na rodzaje/gatunki (np. ssak, człowiek), cechy (np. czerwony, krótki) i relacje (np. znajdowanie się obok, bycie dłuższym).

## Spór o uniwersalia
Spór o charakter uniwersaliów toczył się już od starożytności. Szczególne znaczenie osiągnął jednak w filozofii średniowiecznej.
Platon sądził, że uniwersalia są substancjami (w sensie Kartezjusza-Hume'a), bytami logicznie zdolnymi do samodzielnego istnienia, stąd pogląd ten nazywany jest platonizmem. Stanowisko filozoficzne głoszące, że uniwersalia nie istnieją zyskał miano nominalizmu. Oprócz tego istnieją stanowiska pośrednie, np. uznające, że uniwersalia istnieją jedynie w rzeczach, które je egzemplifikują, a nie w sposób samodzielny, oddzielny do tych rzeczy. Spór o istnienie i naturę uniwersaliów toczy się do dziś. Znanymi współczesnymi obrońcami tezy o (autonomicznym) istnieniu uniwersaliów jest Peter van Inwagen oraz Edward Zalta, a jej krytykami np. W.V.O. Quine czy David Lewis.